# Live in Liverpool
Live in Liverpool es un álbum en directo de la banda británica de post-punk Echo & the Bunnymen, publicado en 2002. Incluye grabaciones en directo de la banda en distintos conciertos de Liverpool entre 2001 y 2002.

## Lista de canciones
1. "Rescue"
2. "Lips Like Sugar"
3. "King of Kings"
4. "Never Stop"
5. "Seven Seas"
6. "Buried Alive"
7. "SuperMellow Man"
8. "My Kingdom"
9. "Zimbo (All My Colours)"
10. "An Eternity Turns"
11. "The Back of Love"
12. "The Killing Moon"
13. "The Cutter"
14. "Over the Wall"
15. "Nothing Lasts Forever"
16. "Ocean Rain"

## Personal[3]
- Ian McCulloch – voz, guitarra
- Will Sergeant – guitarra
- Steve Flett – bajo
- Ceri James – piano, teclados
- Vinny Jameson – batería
- Ged Malley – guitarra